# Amélia de Leuchtenberg
Amélia de Leuchtenberg (nome de batismo francês: Amélie Auguste Eugénie Napoléone de Beauharnais; Milão, 31 de julho de 1812 – Lisboa, 26 de janeiro de 1873), foi uma princesa franco-bávara da Casa de Beauharnais, segunda esposa do Imperador Pedro I e Imperatriz Consorte do Brasil de 1829 até 1831. Era filha do príncipe Eugênio, Duque de Leuchtenberg, e de sua esposa, a princesa Augusta da Baviera.

## Início de vida

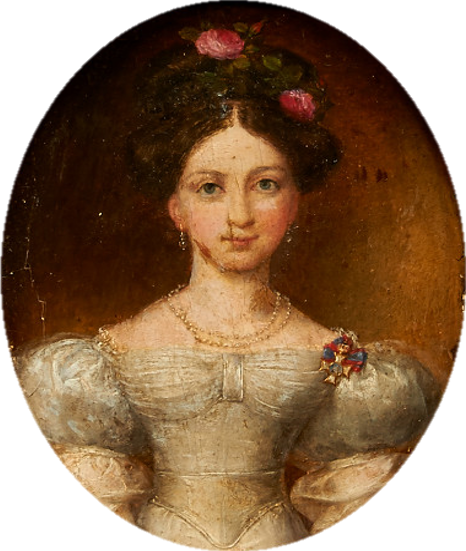
D. Amélia por Friedrich Wilhelm Spohr, 1829. Palácio Nacional de Queluz.

Amélia foi a quarta dos sete filhos do general Eugênio de Beauharnais e de sua esposa, a princesa Augusta da Baviera. Seu pai era filho da famosa imperatriz Josefina e de seu primeiro marido, o visconde Alexandre de Beauharnais. Viúva, Josefina casou-se em segundas núpcias com Napoleão Bonaparte, e Eugênio foi adotado oficialmente pelo imperador francês como filho e feito vice-rei da Itália durante as tratativas de seu casamento com Augusta. A mãe de Amélia era filha do rei Maximiliano I José da Baviera e de sua primeira consorte, a princesa Augusta Guilhermina de Hesse-Darmstadt. Entre os irmãos de Amélia estavam Josefina de Leuchtenberg, rainha consorte de Óscar I da Suécia, e Augusto de Beauharnais, príncipe consorte de Maria II de Portugal (enteada de Amélia). Napoleão III foi seu primo-irmão.
Depois da queda de Napoleão em 1814, Eugênio, tendo assumido o título de duque de Leuchtenberg, fixou residência em Munique, mas após sua morte a família ficou em situação incerta, sem grandes perspectivas para o futuro. Embora fossem nobres, seu parentesco com Napoleão não facilitava seu trânsito entre as cortes e o reconhecimento de sua nobreza. O surgimento da possibilidade de casar Amélia com o Imperador do Brasil pareceu à mãe, Augusta, a melhor alternativa para garantir as pretensões da Casa de Leuchtenberg a um status régio.

## Casamento
Após a morte da primeira esposa, a arquiduquesa austríaca Maria Leopoldina, em dezembro de 1826, Pedro I do Brasil incumbiu o Marquês de Barbacena de lhe buscar na Europa uma segunda esposa. Sua tarefa não foi fácil, e vários fatores complicaram a busca. Em primeiro lugar, Pedro havia estipulado quatro condições para aceitar uma nova consorte: ela deveria ser de bom nascimento, bela, virtuosa e culta. Não eram muitas as princesas disponíveis que satisfaziam todos os requisitos. Além disso, a imagem do Imperador na Europa não era boa, seu envolvimento com a Marquesa de Santos era notório e dificilmente alguma candidata deixaria as cortes europeias para casar-se com quem tinha fama de infiel, assumindo além disso cinco enteados. Para piorar a situação, o antigo sogro de Pedro, o imperador austríaco Francisco I, não tinha o ex-genro em bom conceito e divergia de suas ideias políticas, e aparentemente agiu para boicotar um novo casamento a fim de garantir que seus netos herdassem o trono brasileiro, se sobrevivessem à infância.
Após enfrentar a recusa de oito princesas, o que tornara o embaixador objeto do escárnio nas cortes, Barbacena, em concordância com o imperador, baixou as expectativas e passou a buscar uma noiva apenas "bela e virtuosa". Surgiu enfim Amélia como uma boa possibilidade, mas seu encontro não se deveu a Barbacena, e sim ao Visconde de Pedra Branca, ministro em Paris, a quem ela havia sido indicada. Não tinha uma linhagem particularmente distinguida por parte de mãe, e seu pai, enteado de Napoleão Bonaparte, em muitos lugares não tinha sua nobreza reconhecida justamente pelo ódio que o ex-imperador francês suscitara em boa parte da Europa. Entretanto, era seu único "defeito". A princesa era muito bela, alta, bem proporcionada, com um rosto delicado e cabelos alourados. O Marquês de Resende, enviado para confirmar a formosura da jovem, escreveu ao Imperador cobrindo-a de elogios e dizendo que ela tinha "um ar de corpo como o que o pintor Correggio deu nos seus quadros à Rainha de Sabá". Era, também, muito culta e sensível. Uma notícia do London Times na época afirmou que ela era uma das princesas mais bem-educadas e preparadas da Alemanha.
O casamento foi rapidamente arranjado. A convenção matrimonial foi assinada na Inglaterra em 30 de maio de 1829, ratificada em 30 de junho, em Munique, pela mãe e tutora da noiva, a Duquesa de Leuchtenberg. Em 30 de julho daquele ano, foi confirmado, no Brasil, o tratado do casamento de Sua Majestade com Amélia. Ao confirmar-se o casamento, Pedro rompeu definitivamente sua ligação com a Marquesa de Santos. A cerimônia do casamento, realizada por procuração em Munique, na capela do Palácio de Leuchtenberg, a 2 de agosto daquele ano, foi singela, contando com poucos convidados, já que Amélia insistiu em doar a um orfanato de Munique a substancial dotação enviada por Pedro para uma celebração faustosa. O noivo foi representado pelo Marquês de Barbacena. Amélia tinha apenas dezessete anos, e seu marido, trinta.
A mãe da noiva previu as dificuldades pelas quais sua filha passaria, e providenciou que ela fosse preparada. Além de um bom dote e enxoval, aconselhou-a, recomendando que demonstrasse seus sentimentos e deixasse de lado a timidez para não desestimular o marido, que fosse amorosa com os enteados, e sobretudo que se mantivesse fiel, como imperatriz, aos interesses brasileiros. Além disso, incumbiu o cientista Carl Friedrich von Martius de, durante sua viagem, instruí-la sobre a nação que governaria, e a Condessa de Itapagipe, de introduzi-la no conhecimento da personalidade do seu esposo, da língua portuguesa e dos costumes da corte brasileira.

## Chegada ao Brasil e vida como imperatriz

Segundas núpcias do imperador, por Jean-Baptiste Debret.

Amélia de Leuchtenberg chegou ao Rio de Janeiro em 16 de outubro de 1829, na fragata Imperatriz, vinda de Oostende, na Bélgica, bem antes da data prevista. Consta, que ao saber que o navio se aproximava, D. Pedro embarcou em um rebocador para encontrá-lo fora da barra, e ao ver que a beleza da esposa correspondia às suas altas expectativas, desfaleceu de emoção. Acompanhavam-na a bordo o Marquês de Barbacena e a pequena Maria da Glória, a futura Maria II de Portugal, em favor de quem o pai renunciara aos seus direitos ao trono português em 1828. Barbacena, que na mesma viagem havia recebido a missão de levar Maria para os cuidados de seu avô, o imperador Francisco I, no meio do trajeto soube da usurpação do trono português por Miguel, irmão de Pedro, e decidiu em vez levá-la para a Inglaterra, que considerou um lugar mais seguro. Após concluir as tratativas do enlace imperial, buscou-a novamente, embarcando-a de volta para o Brasil junto com a comitiva de Amélia, onde se encontrava também o irmão da noiva, Augusto de Beauharnais, 2.° Duque de Leuchtenberg. Pouco depois do primeiro encontro do casal, os filhos do primeiro casamento de Pedro conheceram sua madrasta ainda no navio que a trouxera, para almoçarem todos juntos.

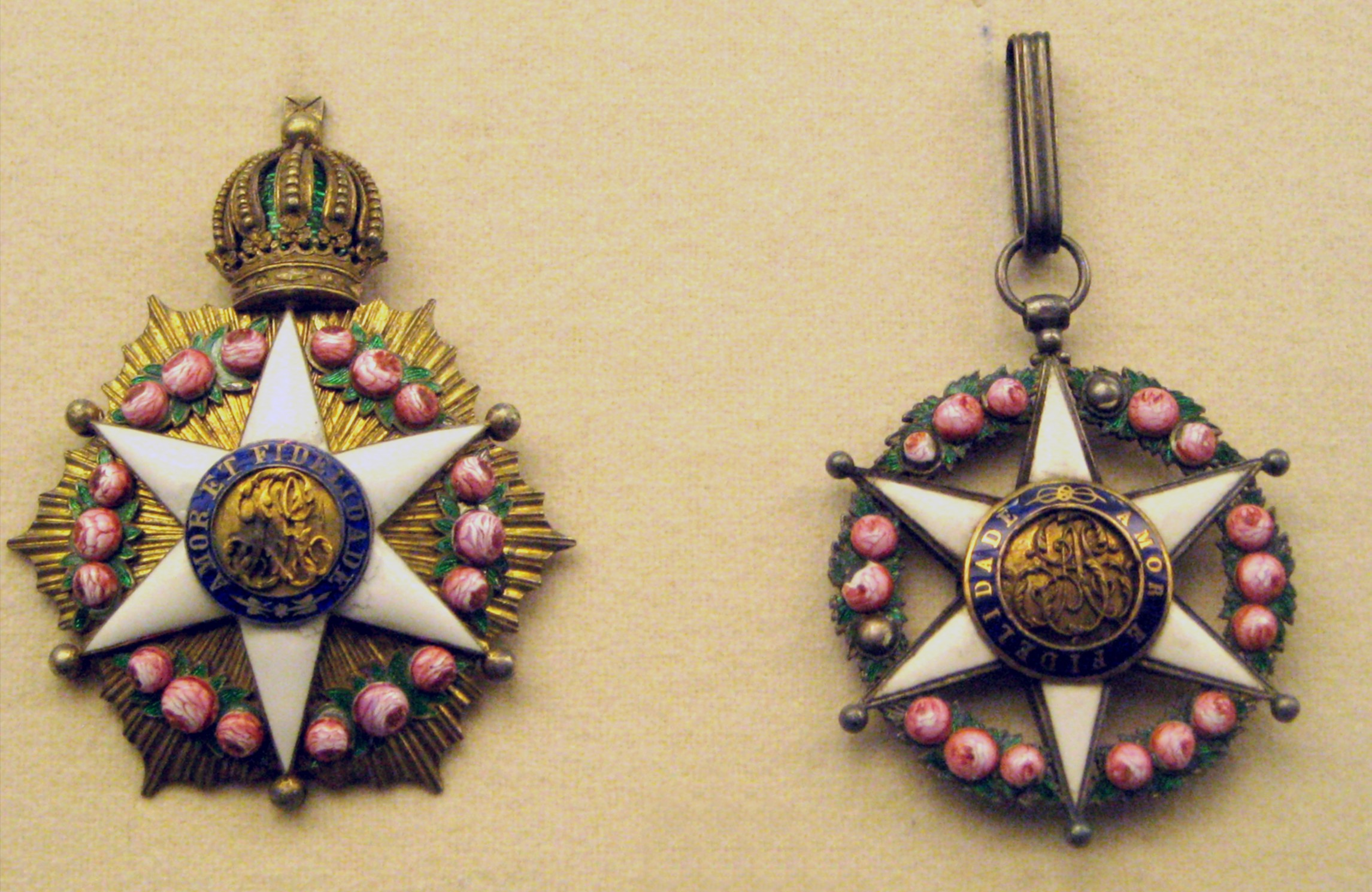
Insígnias da Ordem da Rosa.

No dia seguinte, ao meio-dia, sob uma forte chuva, Amélia desembarcou, sendo recebida com uma solene procissão. Em seguida dirigiu-se, com seu esposo, à Capela Imperial para receberem as bênçãos nupciais. A beleza da imperatriz deslumbrou a todos, realçada por um longo vestido branco e um manto bordado em prata, segundo a moda francesa. Depois da cerimônia houve uma celebração pública com fogos de artifício, e a corte foi servida com um grande banquete de Estado. Neste mesmo dia, Pedro instituiu, como prova de boas intenções, a Ordem da Rosa, cujo lema é "Amor e Fidelidade".
Em janeiro de 1830, ocorreu a apresentação formal da nova imperatriz à corte, com um baile em que todas as damas se vestiram com a cor rosa, sua preferida. Somente no dia seguinte ao baile o casal iniciou sua lua-de-mel, passando seis semanas na fazenda do padre Correa, na Serra Fluminense, local onde futuramente se ergueria a cidade de Petrópolis.
Em seu retorno, encontraram o clima na corte pesado, por conta de problemas causados pelo notório Chalaça, amigo íntimo do imperador. Barbacena aproveitou para livrar-se do antigo desafeto, recomendando que ele partisse para a Europa, no que contou com o apoio irrestrito da nova imperatriz, ansiosa para apagar tudo que pudesse lembrar o passado aventuresco de seu esposo. Ela já havia mostrado atitudes firmes anteriormente, recusando-se desde o início a receber na corte a Duquesa de Goiás, filha de Pedro com a Marquesa de Santos, e exigindo que ela fosse mandada para um colégio na Suíça.

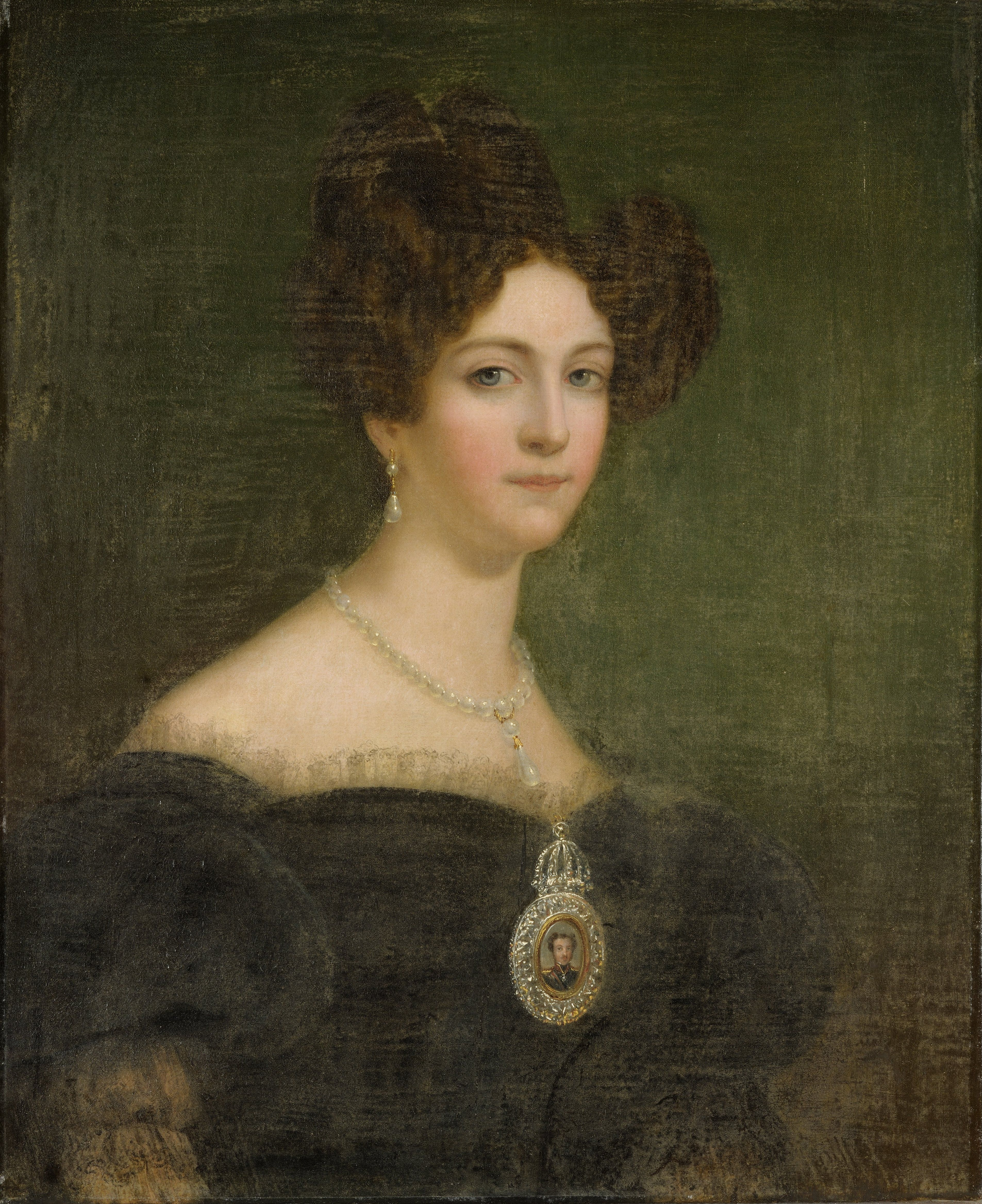
Retrato da Imperatriz ostentando um medalhão com o retrato em miniatura do seu marido, D. Pedro.

Ao instalar-se no Palácio de São Cristóvão, percebendo a falta de protocolo que reinava, Amélia impôs à corte como língua oficial o francês e o cerimonial de uma corte europeia. Procurou atualizar a moda e a culinária, redecorou o palácio e renovou os serviços de mesa e pratarias, tentando refinar os costumes. Em parte teve sucesso, e a elegância da imperatriz, sempre impecavelmente vestida, se tornou famosa no estrangeiro.
Seu relacionamento com seus enteados foi, segundo relatos, muito positivo. Tendo cativado imediatamente o afeto do marido, sua bela aparência, seu bom senso e sua gentileza no trato conseguiram o mesmo das crianças. Dedicou-se a assegurar que recebessem uma boa educação e tivessem um bom ambiente familiar. Um viajante francês registrou pouco após o casamento: "Parece que a imperatriz continua a exercer sua influência sobre as crianças de Pedro. Os felizes resultados já são aparentes, já fez consideráveis reformas no palácio, e a ordem começa a reinar; a educação das princesas é supervisionada e dirigida pela imperatriz pessoalmente", o mesmo cuidado recebendo o herdeiro do trono, o pequeno Pedro de Alcântara. Prova-o o fato de que ele em breve passou a chamá-la de "mamãe". Amélia sempre manifestou-lhe carinho, e até sua morte manteve correspondência com ele, tentando instruí-lo e apoiá-lo. Sobrevivem cerca de seiscentas cartas que trocaram. Pedro II retribuiria a gentileza solicitando sua ajuda para casar suas próprias filhas e visitando-a em Lisboa em 1871.
Também foi importante sua presença para resgatar a popularidade de seu marido e animá-lo em um momento difícil do novo império, mas o entusiasmo gerado pelo casamento entre a população durou pouco. José Bonifácio aconselhou-a no sentido de que fizesse o marido se reconciliar com o povo, mas nada adiantou. A precariedade da situação econômica e a turbulência política precipitaram uma crise incontornável, e em 7 de abril de 1831 Pedro abdicou, deixando o trono para seu filho Pedro de Alcântara.

## De volta à Europa

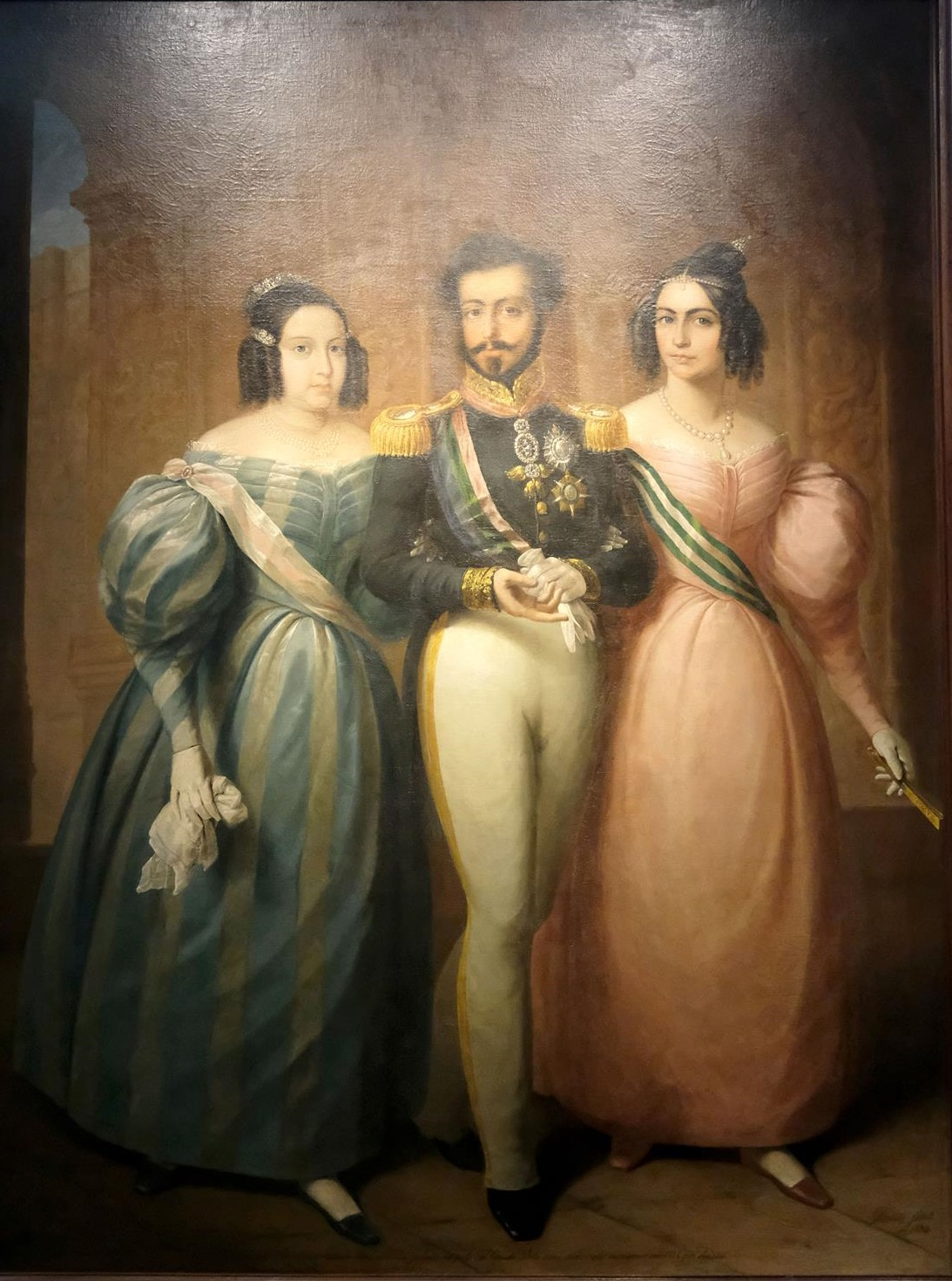
O imperador D. Pedro I do Brasil com sua segunda esposa Amélia e a filha mais velha, a Rainha Maria II de Portugal, poucos meses antes da morte de Pedro, 1834.

Amélia seguiu com Pedro, agora com o título de duque de Bragança, de navio para a Europa. Encontrava-se grávida de três meses e sofreu muito com enjoos. O primeiro porto a ser alcançado foi do Faial, no arquipélago dos Açores. Após se reabastecer, o navio seguiu viagem rumo a Cherburgo, na França, chegando ali em 10 de junho de 1831. Foram recebidos com honras de monarcas reinantes, com uma salva de 21 tiros de canhão e um destacamento de cinco mil soldados da Guarda Nacional. A Prefeitura da cidade ofereceu-lhes um palácio para que se acomodassem, mas em 20 de junho Pedro seguiu para Londres, deixando para trás Amélia, à qual se reuniu Maria da Glória em 23 do mesmo mês.
Em seguida, Amélia estabeleceu residência em Paris, com Maria da Glória e Isabel Maria, Duquesa de Goiás, que acabaria adotando por filha. No dia 30 de novembro de 1831 a imperatriz deu à luz a princesa Maria Amélia de Bragança, sua única filha. O pai expressou sua felicidade em carta ao pequeno Pedro II, nos seguintes termos: "A Divina Providência quis diminuir a tristeza que sente meu coração paterno pela separação de V.M.I. [Vossa Majestade Imperial] dando-me mais uma filha e, à V.M.I., mais uma irmã e súdita".
Enquanto isso, Pedro I empreendia uma encarniçada luta contra o seu irmão, Miguel I, pelo trono português, em nome de sua filha, Maria da Glória. Com a notícia da vitória do Duque de Bragança em Lisboa, Amélia partiu com sua filha e sua enteada para Portugal, chegando à capital em 22 de setembro de 1833. Com Miguel derrotado e exilado de Portugal, Pedro e sua família estabeleceram-se inicialmente no Palácio do Ramalhão e, mais tarde, no Palácio Real de Queluz.

## Viuvez e últimos anos

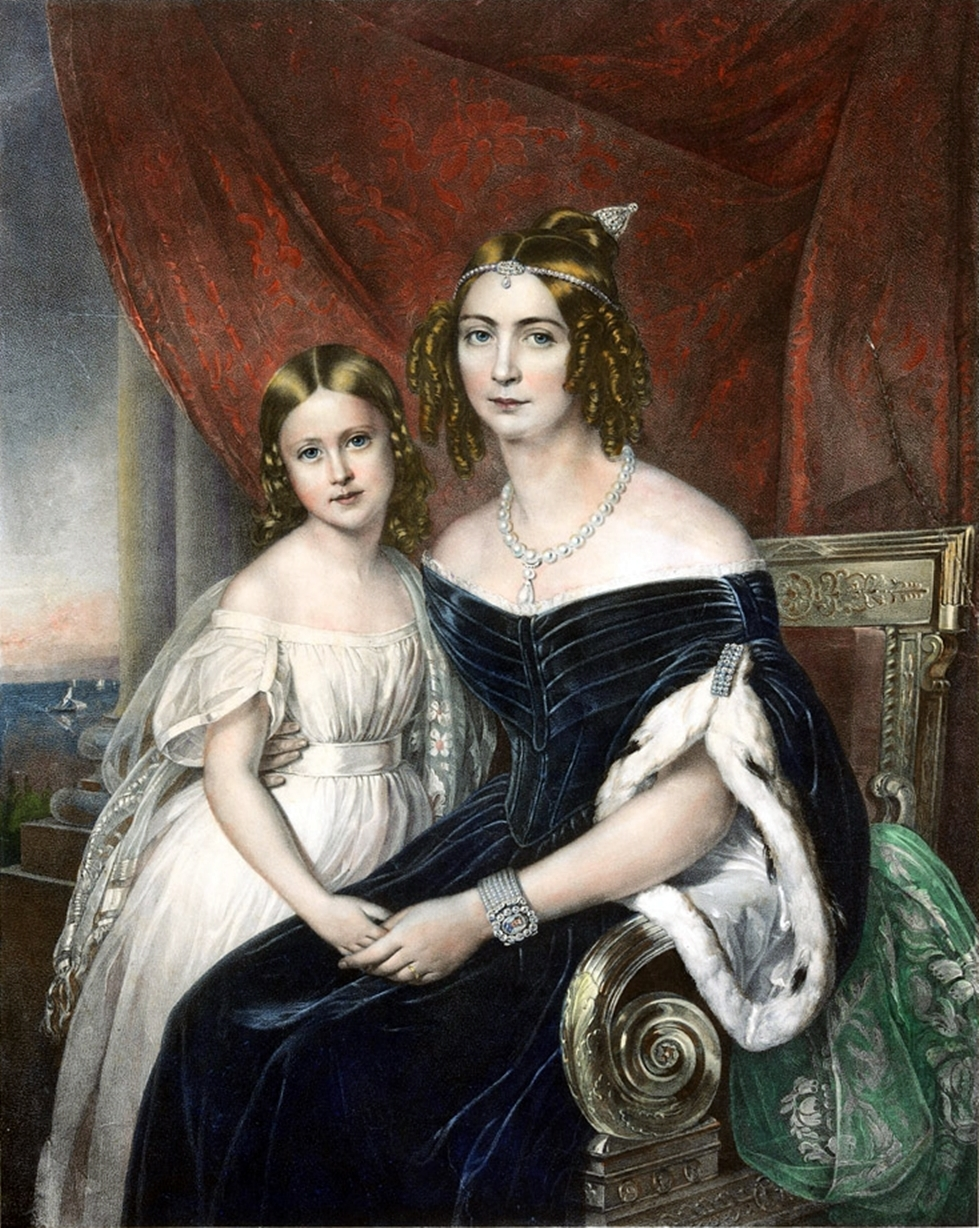
Amélia e sua filha, a princesa Maria Amélia, em 1840.

Os prolongados combates na cidade do Porto e a luta de trincheira, minaram a saúde de d. Pedro que contraiu tuberculose e faleceu em 24 de setembro de 1834. Amélia respeitou as disposições testamentárias do finado, que desejava ter sua filha ilegítima com a Marquesa de Santos, Maria Isabel, bem-educada na Europa, como estava sendo sua outra filha, Isabel Maria, Duquesa de Goiás, mas apesar do convite feito para que lhe enviasse a menina, a marquesa declinou. Pedro também estipulara dotes para outros de seus filhos adulterinos, que foram concedidos às expensas da herança de Amélia e de sua própria filha, expressando seu respeito pelo amor que Pedro dedicara a toda a sua prole, legítima ou não.
Amélia não voltou a se casar; mudou-se para o Palácio das Janelas Verdes e dedicou-se a obras de caridade e à educação da filha, que demonstrou possuir grande inteligência e pendor para a música, ocasionalmente visitando a Baviera com sua menina. Apesar de estabelecidas em território luso, elas não eram consideradas parte da família real portuguesa. Amélia solicitou então ao governo brasileiro o reconhecimento dela e de sua filha como membros da família imperial brasileira, com direito a uma pensão, mas Pedro II ainda era menor de idade e o Brasil era governado por uma Regência, que temia uma possível influência da imperatriz-viúva nos negócios de Estado e, mesmo, sua adesão a facções políticas que pudessem vir a prejudicar o governo. Assim, recusou-se o reconhecimento de Maria Amélia como uma princesa brasileira e proibiu-se a ela e sua mãe de colocarem os pés no país. Entretanto, com a maioridade de Pedro II, que mantinha boas relações com elas, a situação mudou, e em 5 de julho de 1841 mãe e filha foram reconhecidas como membros da família imperial brasileira.

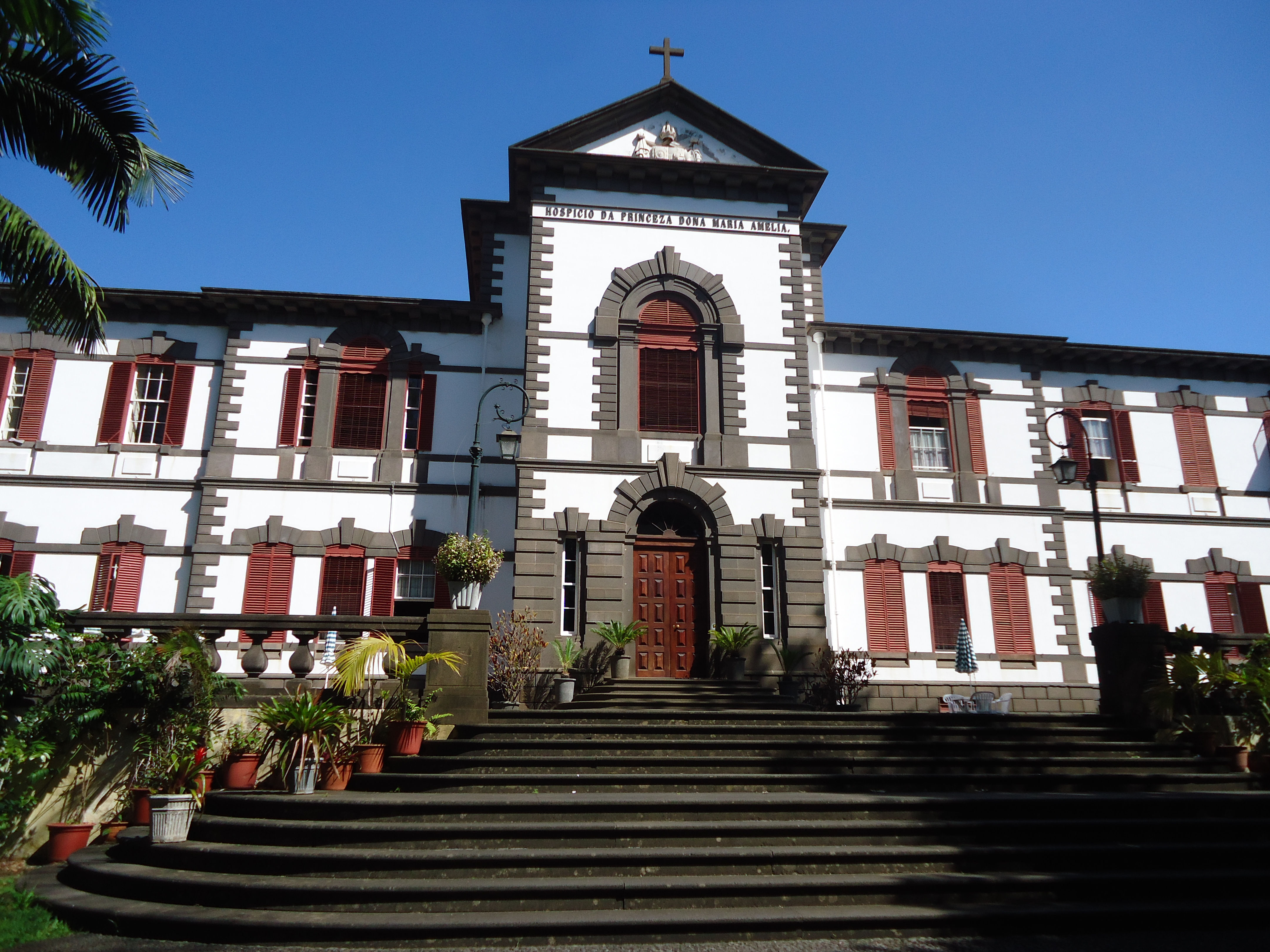
Hospício da Princesa Dona Maria Amélia, no Funchal.

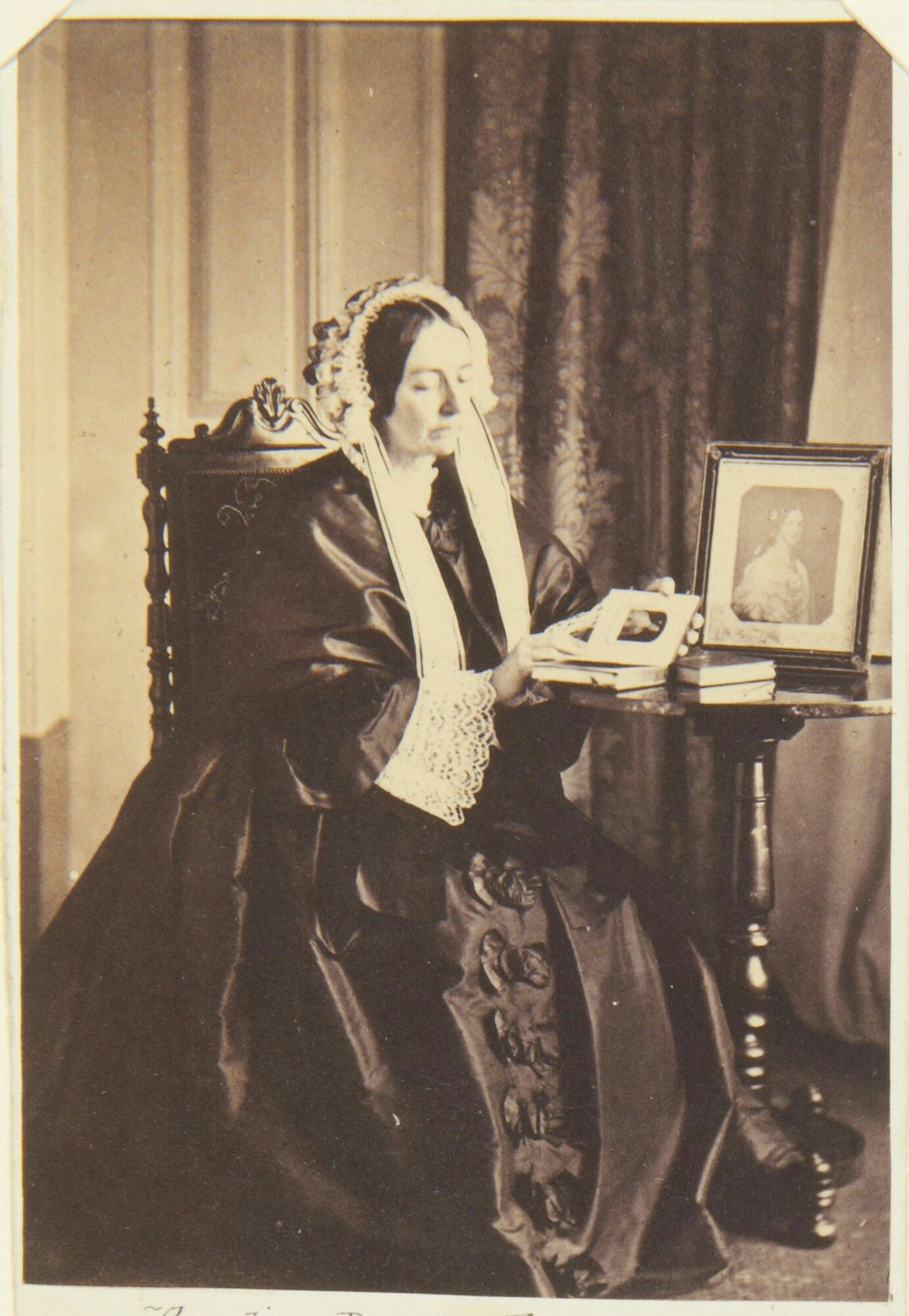
A imperatriz retratada por Francisco Augusto Gomes em 1861.

Por infelicidade, logo após noivar com o arquiduque Maximiliano da Áustria no início de 1852, a princesa Maria Amélia passou a mostrar os sintomas da tuberculose. A doença fez com que ela e sua mãe mudassem para o Funchal, na Ilha da Madeira, em busca de ares mais salubres, lá chegando em 31 de agosto. Todavia, a princesa não resistiu e faleceu, aos vinte e dois anos de idade, em 4 de fevereiro de 1853. Sua morte repercutiu profundamente sobre a mãe, que visitou o túmulo da filha todos os anos no dia 4 de fevereiro até ela mesma falecer, financiou a construção de um hospital no Funchal chamado "Princesa Dona Maria Amélia", ainda existente, e legou suas propriedades na Baviera ao arquiduque Maximiliano, "a quem [ela] ficaria feliz em ter como genro, se Deus tivesse conservado sua amada filha Maria Amélia".
Após a morte da filha, Amélia voltou a residir em Lisboa, onde morreu em 26 de janeiro de 1873, aos sessenta anos. De acordo com o estabelecido em seu testamento, sua irmã, a Rainha da Suécia, foi sua principal herdeira, mas legou para o Brasil muitos documentos pertencentes a Pedro, hoje preservados no Arquivo Histórico do Museu Imperial de Petrópolis.

## Morte
D. Amélia faleceu às 5h da manhã de 26 de Janeiro de 1873, sem agonia, embora tenha passado muito mal a madrugada inteira. Sofreu colapso cardíaco seguido de óbito. Foram constatados edemas, lesões pulmonares e angina pectoris (dor no peito que apresentava desde 1834, época da morte do imperador). O quadro era muito grave. Há registros anteriores de febre, bronquite e sufocação, quando chegou a pedir os sacramentos, mas melhorou ao saber das visitas que sua irmã, a rainha Joséphine da Suécia, e D. Pedro II fariam a ela.

Conforme notícia publicada em 29 de janeiro de 1873:
"o cadáver de sua Magestade a Imperatriz do Brazil foi embalsamado pelos Drs. Barral, Manuel Carlos Teixeira, assistindo a este acto os testamenteiros e a Sr.ª Condessa de Rio Maior, D.Isabel. Antes do cadáver ser encerrado no caixão de chumbo, fizeram ver Sua Magestade os Srs. Marquezes de Resende, Viscondes de Almeida e de Aljezur, as damas e todos os criados de sua casa".
O corpo foi sepultado na Igreja São Vicente de Fora, no Panteão dos Bragança. O ataúde foi forrado por fora de veludo preto, guarnecido de galão de ouro fino, com uma cruz de tela de seda branca, bordada a ouro, com duas fechaduras e chaves de ferro e metal dourado. Neste ataúde havia dois caixões, sendo que um era de chumbo, soldado a um outro de madeira. Dentro do de madeira havia outro de cedro, fechado com parafusos. "Ela estava vestida com um vestido de seda preto lizo, sem enfeites, com punhos e colarinhos de renda branca. Na cabeça uma touca de cambreia branca bordada, e sobre esta um véo de renda de seda preta, crucifixo nas mãos, meias brancas e sapatos pretos sem enfeites".
Seus restos mortais foram trasladados para o Brasil em 1982 e jazem na Cripta Imperial do Monumento à Independência do Brasil, em São Paulo.

## Exumação

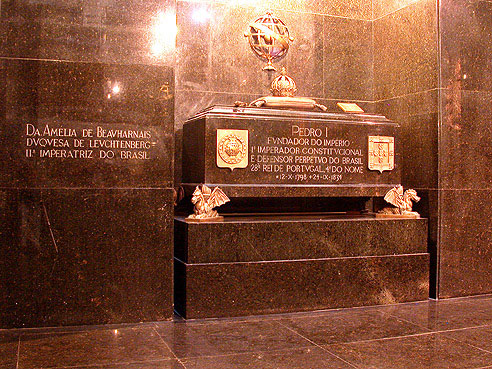
Túmulo da Imperatriz e duquesa de Bragança, Dona Amélia, na Cripta Imperial em São Paulo.

Em 2012 os restos mortais da imperatriz, bem como de Pedro I e de sua primeira esposa, Leopoldina, foram exumados pela primeira vez por uma equipe de cientistas liderada pela historiadora e arqueóloga Valdirene do Carmo Ambiel, junto com especialistas da Faculdade de Medicina da USP. O processo foi cercado de sigilo, e apenas em 2013 veio a público.
Descobriu-se que o corpo de Amélia estava mumificado, com vários órgãos preservados. Os exames realizados revelaram que ela sofria de grave escoliose, uma deformação na coluna espinhal, e osteoporose, um enfraquecimento dos ossos. Media entre 1,60 m e 1,66 m de altura e havia perdido vários dentes. O vestido que usava era preto, já que desde a morte de seu esposo, Pedro, ela guardara luto. As causas da mumificação ainda não foram bem esclarecidas, mas descobriu-se que seu corpo sofreu um processo de conservação após a morte, com a inoculação de substâncias aromáticas como cânfora e mirra. Também deve ter contribuído o lacramento hermético do caixão, impedindo a invasão de microrganismos que decompõem a matéria orgânica. Após os estudos, o corpo recebeu um novo tratamento para sua conservação, semelhante ao usado na época de seu falecimento.

## Títulos, estilos, honras e brasões

Monograma imperial de Amélia.

### Títulos e estilos
- 31 de julho de 1812 - 11 de abril de 1814: Sua Alteza Imperial, Amélia de Beauharnais, Princesa Francesa
- 11 de abril de 1814 - 14 de novembro de 1817: Madame Amélia de Beauharnais
- 14 de novembro de 1817 - 2 de agosto de 1829: Sua Alteza Sereníssima, a Princesa Amélia de Leuchtenberg
- 2 de agosto de 1829 - 7 de abril de 1831: Sua Majestade Imperial, a Imperatriz do Brasil
- 7 de abril - 10 de junho de 1831: Sua Majestade Imperial, a Imperatriz Amélia do Brasil
- 10 de junho de 1831 - 24 de setembro de 1834: Sua Majestade Imperial, a Imperatriz Amélia, Duquesa de Bragança
- 24 de setembro de 1834 - 26 de janeiro de 1873: Sua Majestade Imperial, a Imperatriz-viúva Amélia, Duquesa-viúva de Bragança

### Honras
Nacionais:
Enquanto Imperatriz Consorte do Brasil, Dona Amélia foi Grã-Cruz das seguintes Ordens:
- Imperial Ordem da Rosa[29]

Estrangeiras:
- Dama Grã-Cruz da Ordem da Rainha Isabel
- Dama Grã-Cruz da Ordem de Nossa Senhora da Conceição de Vila Viçosa
- Dama da Ordem das Damas Nobres da Rainha Maria Luísa
- Dama da Ordem da Cruz Estrelada (Primeira Classe)
- Dama da Ordem de Santa Isabel
- Dama de honra da Ordem de Teresa
- Dama Grã-Cruz da Imperial Ordem da Águia Mexicana

### Brasões
| Brasão de Amélia como Imperatriz do Brasil | Brasão de Amélia como Imperatriz do Brasil (alternativo) | Brasão de Amélia como Dama da Ordem da Rainha Maria Luísa |

## Galeria

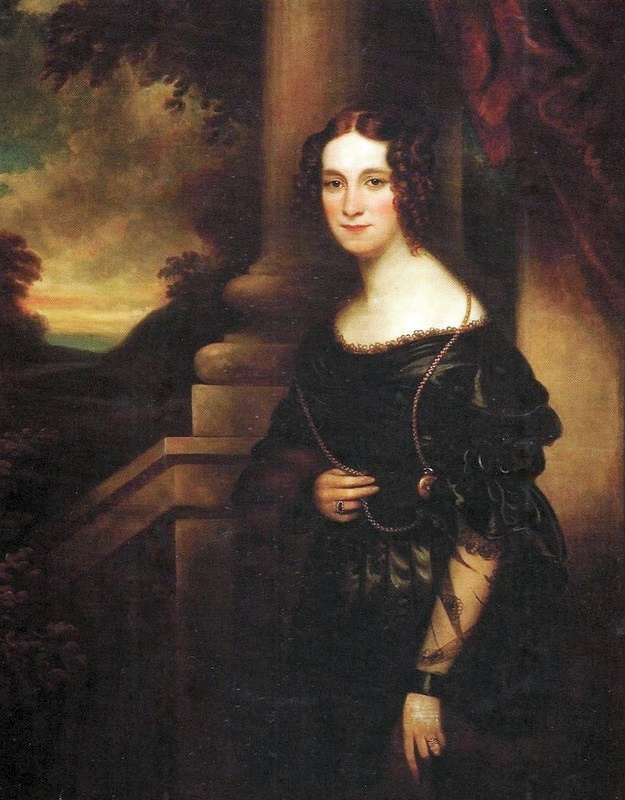
D. Amélia por Franz Xaver Winterhalter
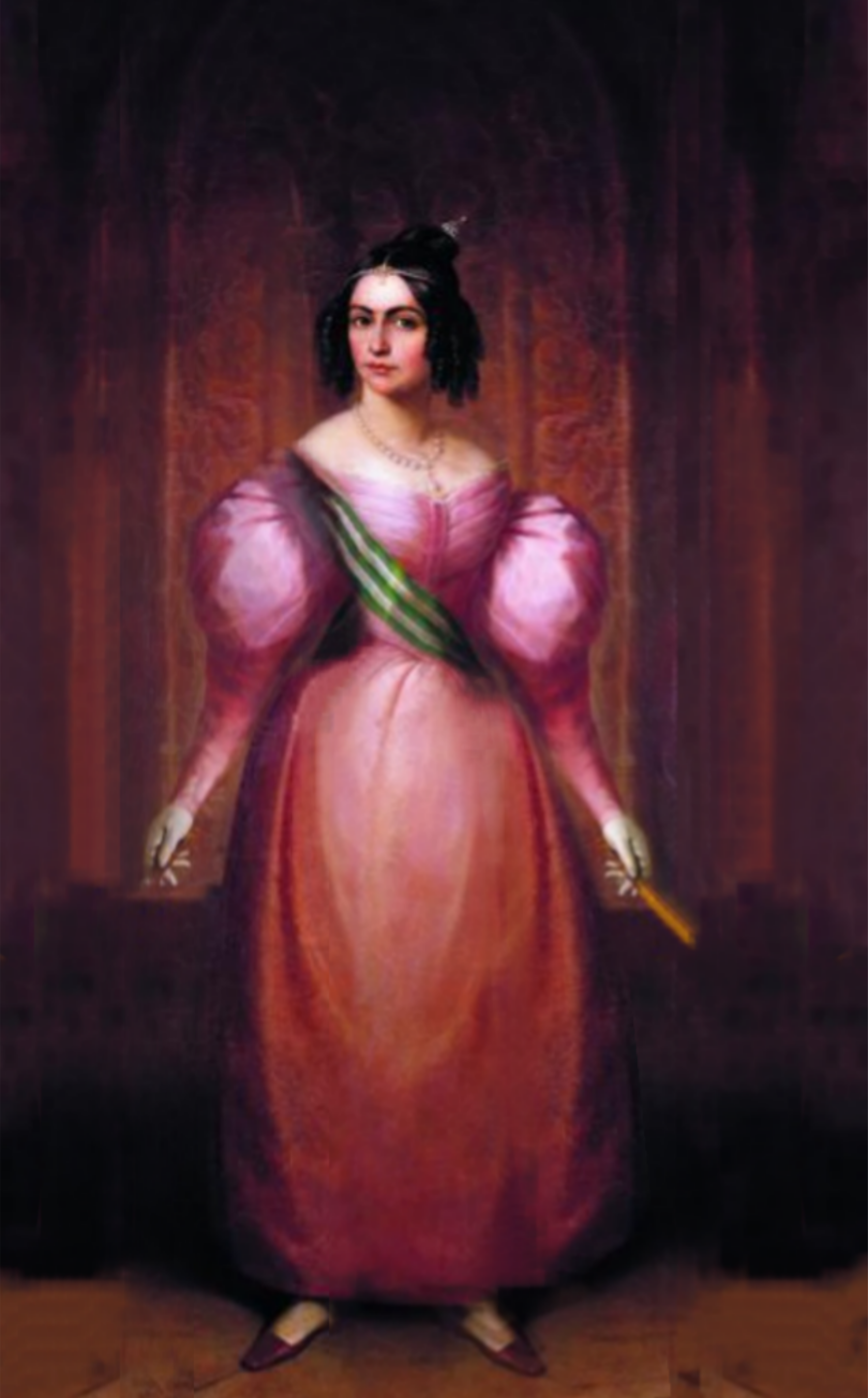
Imperatriz Amélia, Duquesa de Bragança
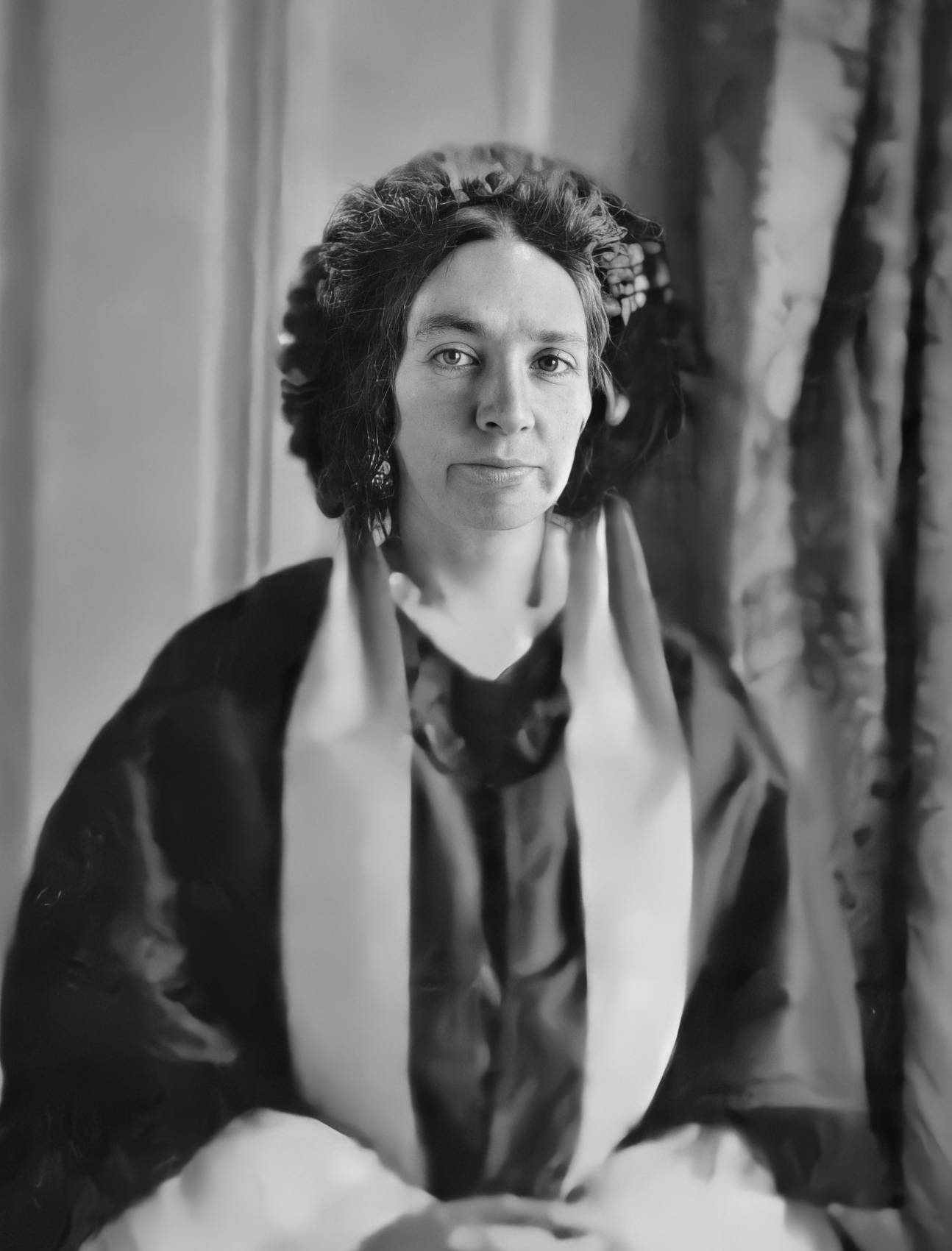
D. Amélia, Imperatriz do Brasil por Francisco Augusto Gomes

## Descendência
Com D. Pedro I do Brasil e IV de Portugal: 
- Maria Amélia de Bragança (1 de dezembro de 1831 – 4 de fevereiro de 1853)

## Representações na cultura
Amélia de Leuchtenberg foi a personagem principal do romance de Ivanir Calado Imperatriz no Fim do Mundo: Memórias Dúbias de Amélia de Leuchtenberg (1997). Também foi personagem interpretada  no cinema e na televisão por:
- Maria Cláudia, no filme "Independência ou Morte" (1972)
- Cida Marques, na minissérie "Entre o Amor e a Espada" (2001)
- Cláudia Abreu, na minissérie "O Quinto dos Infernos" (2002)